# Tetsuo Okamoto
Tetsuo Okamoto (Marília, 1932. március 20. – Marília, 2007. október 1.) olimpiai bronzérmes brazil gyorsúszó.
Japán szülők gyermekeként Brazíliában született, de később az Egyesült Államokban tanult. A texasi egyetem hallgatójaként 1956 és 1958 között számos egyetemi bajnokságot nyert gyorsúszásban. Hosszútávú számokban volt eredményes, legnagyobb sikere az 1952-es olimpiai bronzérem. Ezen kívül 1951-ben két aranyérmet is szerzett a pánamerikai játékok úszóversenyein.
Okamoto kétszer is dél-amerikai csúcsot úszott a helsinki olimpia 1500 méteres versenyén, előbb a selejtezőben 19 perc 5 másodperccel, majd a döntőben 18 perc 51 másodperccel, ezzel elsőként ért 19 perc alá dél-amerikai versenyző, és ezzel ő lett az első dél-amerikai úszó, aki olimpiai érmet szerzett.